# 北九州 - 別府・大分線

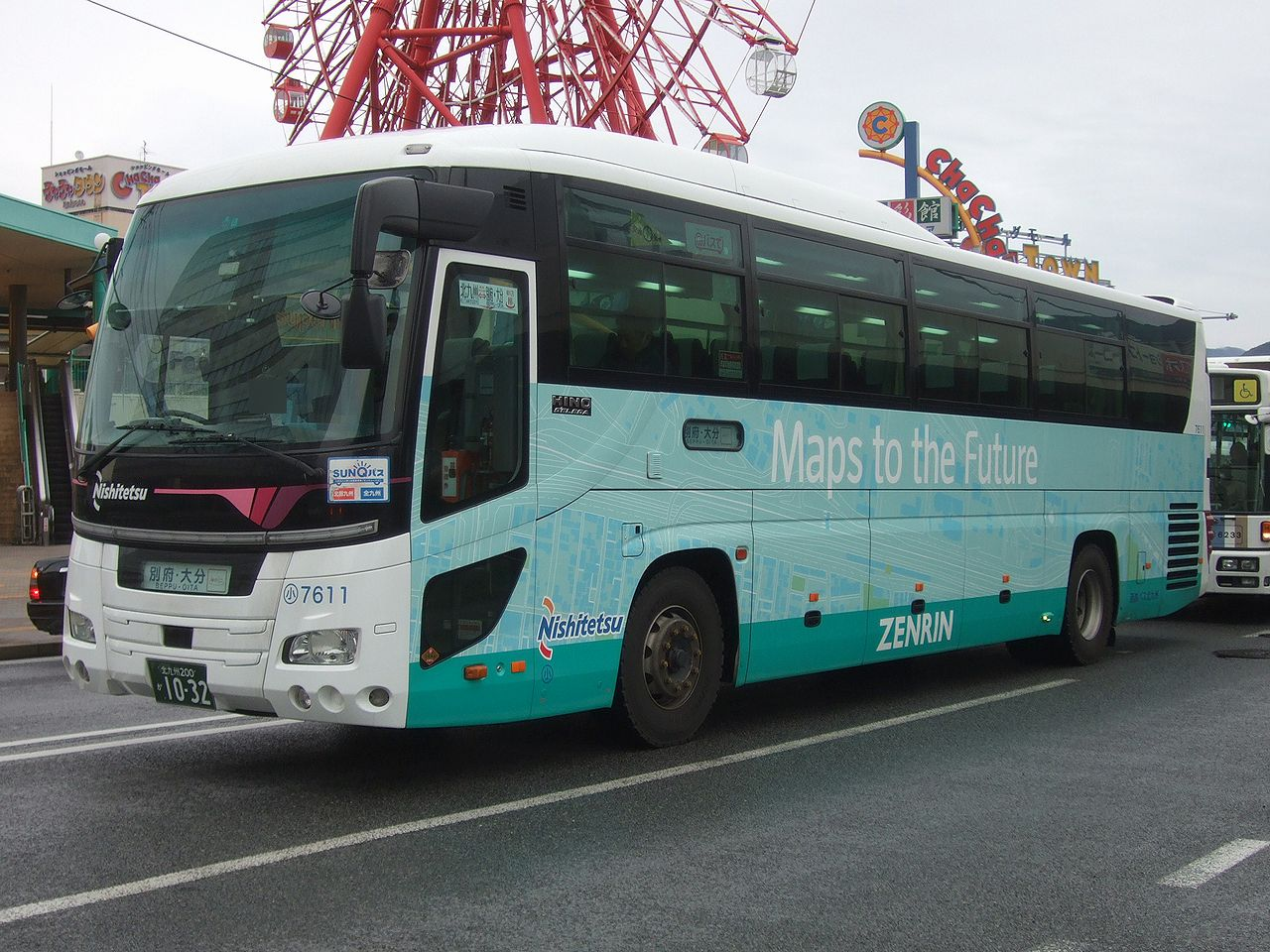
西鉄バス北九州
当路線沿線の別府市で創業し北九州市に本社を置く地図情報会社ゼンリンの広告ラッピング車

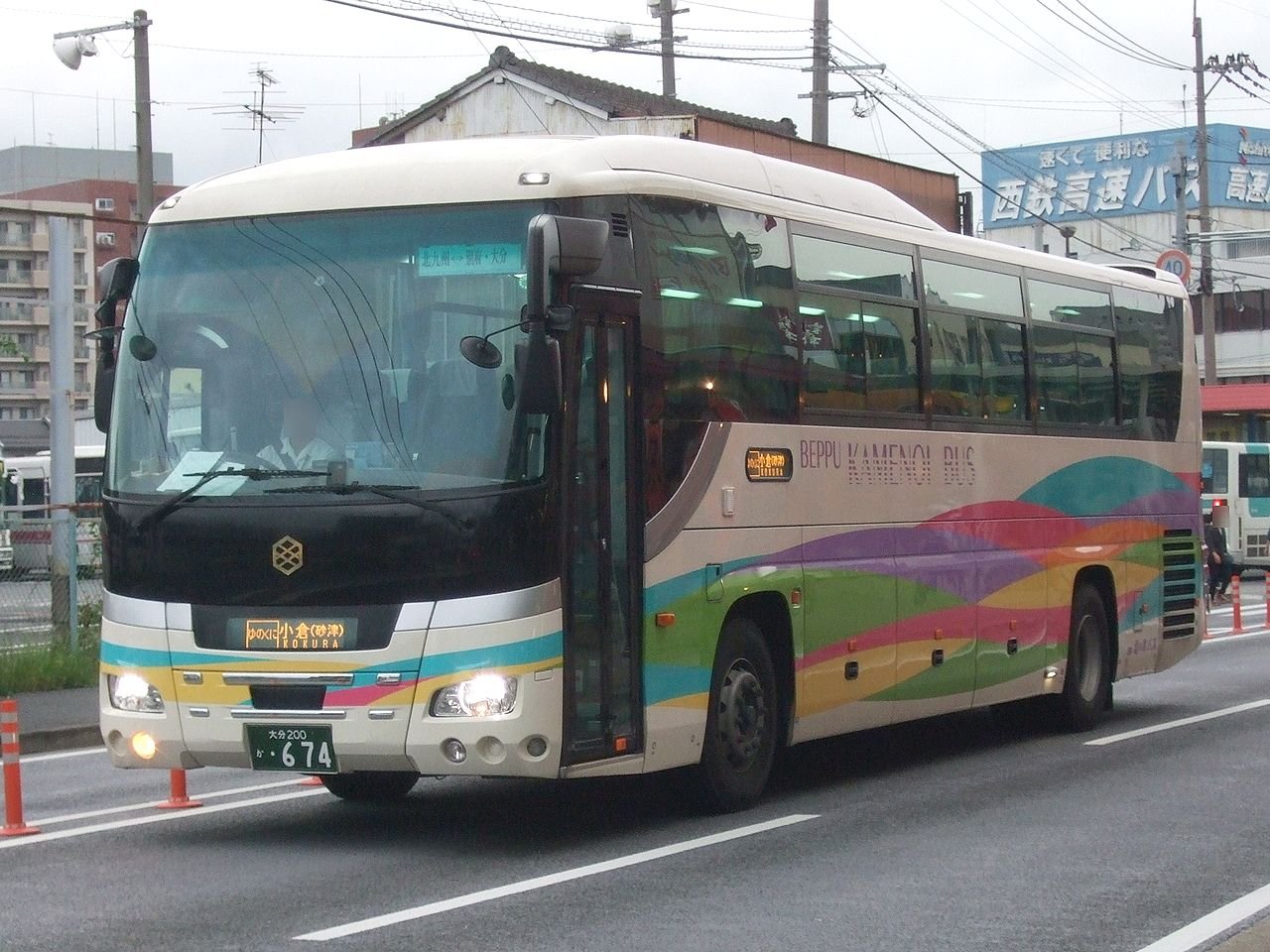
亀の井バス（撤退済）

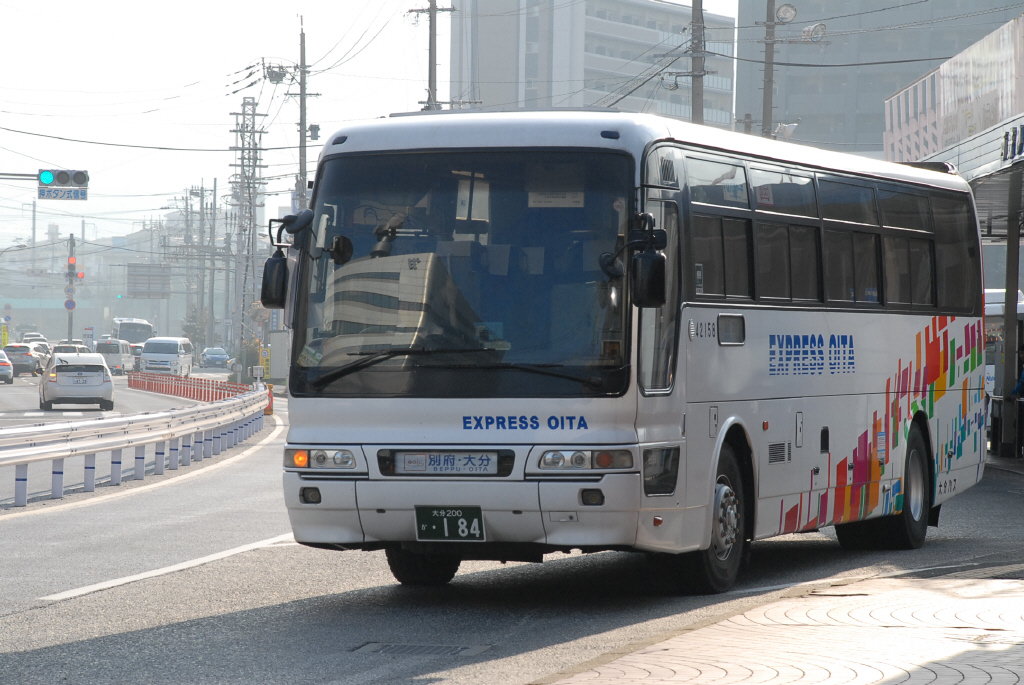
大分バス（撤退済）

「ゆのくに号」（ゆのくにごう）は、かつて福岡県北九州市と大分県別府市・大分市とを結んでいた高速バス路線である。ここでは、北九州空港 - 別府線「Beppu Express」（べっぷえくすぷれす）についても解説する。 

## 路線概略
東九州自動車道の開通に伴い、北九州 - 大分間が高速道路でつながったため、西鉄バス北九州・大分交通・大分バス・亀の井バスの4社共同で、2015年（平成27年）3月7日より1日6往復で運行開始した。当初は愛称名なしであったが、のちに「ゆのくに号」と命名された。運行当初はカレンダー運賃を採用。利用促進策が練られ、別府市内・小倉南区を経由しないノンストップ便（北九州 - 大分線「ノンストップゆのくに」）も設定され、最大1日9往復、ノンストップ便3往復が設定された。利用者の伸び悩み、乗務員不足もあり、2018年（平成30年）3月31日をもって大分の3社が撤退。西鉄バス北九州による単独運行となった。
その後、訪日外国人観光客への需要を目的に、2018年10月28日大分交通・亀の井バスが期間限定で北九州空港 - 別府線「Beppu Express」を運行開始。北九州 - 別府線に再参入する形となったものの。翌2019年7月31日をもって運行を終了した。
2020年以降、新型コロナウイルスの影響を受け断続的に全便運休が続いていたが、利用状況の改善が見込めないとして2022年5月1日より運行休止、2023年3月31日をもって路線廃止した。

## 路線沿革
- 2015年（平成27年）
  - 3月7日 - 北九州 - 別府・大分線運行開始[1]。椎田南IC - 豊前IC間未開通のため、当該区間は国道10号経由で運行。北九州市内は小倉東インター、北九州都市高速1号線経由で運行。
  - 4月28日 - 今川パーキングエリアに行橋今川BSを新設[7]。
  - 6月1日 - 路線愛称募集開始[2]。
  - 9月12日 - バスイベントにて愛称が「ゆのくに号」に決定したことを発表[3][8]。
- 2016年（平成28年）
  - 4月25日 - 2016年4月24日の椎田南IC - 豊前IC間開通に伴い、ゆのくに号のダイヤ改正。全線で東九州道経由となる。北九州市内での経路が北九州都市高速１号線経由から、中谷・小倉南インター経由に変更。また三萩野 -行橋今川間に「競馬場・北九州市立大学前」、「守恒駅」、「徳力嵐山口駅」、「中谷」の４停留所が新たに追加される。
  - 6月20日-7月15日：熊本地震後の観光需要喚起を目的として「今こそ、高速バスで行こう！キャンペーン」を実施し、期間内のみ最大運賃を1,500円とする[9]。
  - 12月4日：ゆのくに号ダイヤ改正。小倉南区・別府市街地を経由しない『ノンストップ』系統が新設。
- 2017年（平成29年）
  - 5月1日：免許返納者に対し、ゆのくに号の1500円の割引運賃を適用する制度を新設。
- 2018年（平成30年）
  - 4月1日：大分側3社が撤退し、ゆのくに号は西鉄バス北九州による単独運行となる。同日ダイヤ改正を実施し、『ノンストップ』系統を廃止し、各停便1日4往復に減便。「片野駅」・「北方駅」・「徳力嵐山口駅」の停留所を追加し、「椎迫」・「要町」の停留所を廃止。行橋今川でのクローズドドアを解除。事前予約制を廃止するほか、値下げを実施。
  - 6月1日：ゆのくに号ダイヤ改正。大分発の便のみ、鉄輪口バス停を鉄輪②バス停に変更[10]。
  - 8月1日：ゆのくに号ダイヤ改正。高速安心院に停車開始[11]。
  - 10月28日：大分交通・亀の井バスが北九州空港 - 別府線「Beppu Express」を期間限定で運行開始。1日1往復[12]。
- 2019年（令和元年）
  - 7月31日：この日をもって、北九州空港 - 別府線「Beppu Express」の運行を終了。大分交通・亀の井バスは北九州 - 別府線から再度撤退。
- 2020年（令和2年）
  - 4月18日 - 5月6日：新型コロナウイルス感染症の流行を理由に、全便運休実施[13]。
- 2021年（令和3年）
  - 1月20日：新型コロナウイルス感染症流行による緊急事態宣言を受け運休。
  - 10月29日：運行再開とともにダイヤ改正。2往復に減便。[14]
- 2022年（令和4年）
  - 2月4日：新型コロナウイルスの感染拡大の影響により再び全便運休。
  - 5月1日：この日をもって運行休止[5]。
- 2023年（令和5年）
  - 3月31日：廃止

## ゆのくに号（北九州 - 別府・大分線）

### 概略・沿革

#### 開業当初
北九州市（に当たる地域）と別府市・大分市とを結ぶバス路線は過去にもいくつか存在しており、直近では2010年6月11日から2011年9月25日まで（当初は3月27日まで）、西鉄バス北九州・大分交通・亀の井バスの3社共同により金土日祝（4月2日以降は土日のみ）及びお盆・年末年始の一部平日の試験運行を行っていた。
その後、2015年3月1日に東九州自動車道の豊前IC - 宇佐IC間が開通したことにより北九州市 - 大分市間が概ね全通しアクセスが改善したことを受けて、同年3月7日より1日9往復の定期路線として運行が開始されることとなった。
運行開始当初の段階では愛称が設定されていなかったが、同年6月1日から8月まで愛称を募集。9月12日にチャチャタウン小倉で行われた「バスの日イベント」および、JR大分駅府内中央口広場で行われた「バスフェスタ2015インおおいた」において、愛称が「ゆのくに号」に決定したことが発表された。また、2016年12月24日にノンストップ便が新設された。

#### 大分地区3社撤退、そして路線廃止
バス業界全体での乗務員不足や利用者の伸び悩みを受け、大分側3社が2018年3月31日をもって撤退。4月1日からは西鉄バス北九州のみの単独運行となり1日9往復から1日4往復に減便、ノンストップ便も廃止された。また、事前予約制の廃止（窓口・WEB決済から降車時運賃支払いに変更。nimoca等交通系ICカード使用可。引き続きSUNQパスは使用可能。）、運賃の1500円への値下げ（小児・障碍者割引等は基本運賃2500円の半額である1250円）に加え、北九州側の停留所の追加および大分側の停留所の廃止及び変更、行橋今川でのクローズドドア解除がなされている。その後は大分発便の鉄輪地区バス停の変更、高速安心院への停車開始などにより利用率は増加へと転じたが、2020年以降は新型コロナウイルスの影響により再び利用率は減少。全便運休・運行再開を繰り返したのち、2022年5月1日をもって運行休止。その後運行が再開される事はなく、2023年3月31日をもって廃止される事が発表された。

### 運行会社
- 西鉄バス北九州（担当：小倉自動車営業所）

#### 過去の運行会社
- 大分交通（担当：大分営業所）
- 大分バス（担当：大分中央営業所）
- 亀の井バス（担当：別府営業所）（各停便のみ担当）

### 運行経路・停車停留所

#### 廃止段階での運行便
太字は停車停留所。クローズドドアにより大分 - 高速別府湾・APU間および、北九州市内のみの利用は不可。
砂津 - 小倉駅前 - 平和通り -三萩野  - 片野駅 - 北方駅 - 競馬場前北九州市立大学前 - 守恒駅 - 徳力公団前駅 - 徳力嵐山口駅 - 中谷 - （国道322号・小倉地区中心部方面） -  小倉南IC - （九州自動車道） - 北九州JCT - （東九州自動車道） - 行橋今川BS - 高速安心院 - 高速別府湾・APU - 別府IC - 鉄輪地区〈鉄輪口/鉄輪②〉 - 別府北浜 - 高崎山 - 大分〈中央通り・トキハ前〉 - 大分新川
- 座席定員制。1日4往復[4]。所要時間2時間38分。停留所が追加されたため、東九州道全通後の改正時より8分程度伸びている。
- nimoca等の交通系ICカードが使用可能。SUNQパスは全九州版・北部九州版が使用可能。
- トキハ前は北九州行きの乗車のみ、フォーラス前は別府・大分行きの降車のみ停車する[21]。中谷では、西鉄バス北九州・中谷営業所敷地外のバス停に停車する。
- 「片野駅」・「北方駅」・「徳力嵐山口駅」に追加停車となったため、中谷 - 砂津間は、福岡 -  北九州線の「なかたに号」と同じルート・停留所に止まる。
- ノンストップ便の停留所であった、「椎迫」・「要町」は廃止。
- 2018年6月1日より北九州行きに限り、鉄輪口バス停を鉄輪②バス停（亀の井バス鉄輪バス待合所）に変更[10]。
- 2018年8月1日より、高速安心院に停車[11]。高速安心院はクローズドア対象外のため、大分 - 安心院間での利用可能。

#### 過去の運行便

##### 各停便（運行開始 - 2016年4月24日）
太字は停車停留所。全区間クローズドドアにより同一県内間のみの利用は不可。
砂津 - 小倉駅前 - 平和通り -三萩野  - 篠崎南出入口 - 　(北九州都市高速1号線)　- 長野出入口・小倉東IC - （九州自動車道） - 北九州JCT - （東九州自動車道） - 行橋今川BS - 椎田南IC - (国道10号) - 豊前IC - 高速別府湾・APU - 別府IC - 鉄輪口 - 別府北浜 - 高崎山 - 大分〈トキハ前/フォーラス前〉 - 大分新川
- 予約制（座席指定制）。1日9往復。所要時間2時間20分。
- トキハ前は北九州行きの乗車のみ、フォーラス前は別府・大分行きの降車のみ停車する[21]。中谷では、西鉄バス北九州・中谷営業所敷地外のバス停に停車する。
- 運行開始時は、椎田南IC - 豊前IC間未開通の為、この区間は国道10号線で運行していた。また、北九州市内はノンストップと同じルート（小倉東インター・長野出入口から北九州都市高速1号線・篠崎南出入口経由）で運行された。

- 別府IC - 日出JCT - 大分農業文化公園IC間が霧や雪により通行止めになりやすく、しばしば国道10号で迂回運行する。その際は高速別府湾APU・鉄輪口は通過扱いとなる。また、東九州道の集中工事に伴う通行止め（中津IC - 日出JCT間）においても、同様に迂回を行う。

##### 各停便（2016年4月25日 - 2018年3月31日）
太字は停車停留所。全区間クローズドドアにより同一県内間のみの利用は不可。
砂津 - 小倉駅前 - 平和通り -三萩野  - 競馬場前北九州市立大学前 - 守恒駅 - 徳力公団前駅 - 中谷 - （国道322号・小倉地区中心部方面） -  小倉南IC - （九州自動車道） - 北九州JCT - （東九州自動車道） - 行橋今川BS - 高速別府湾・APU - 別府IC - 鉄輪口 - 別府北浜 - 高崎山 - 大分〈トキハ前/フォーラス前〉 - 大分新川
- 予約制（座席指定制）。1日6往復[4]（2016年4月25日 - 同年12月3日までは1日9往復）所要時間2時間30分。
- トキハ前は北九州行きの乗車のみ、フォーラス前は別府・大分行きの降車のみ停車する[21]。中谷では、西鉄バス北九州・中谷営業所敷地外のバス停に停車する。
- 中谷 - 砂津間は、福岡 -  北九州線の「なかたに号」と同じルートをたどるが、なかたに号で停車する一部の停留所（徳力嵐山口駅など）には止まらない。
- 停車区間増加時の各停ダイヤは運行開始時より、行橋今川 - 高速別府湾APUは9分短く、小倉 - 大分間の全体では8分程度長い。

- 別府IC - 日出JCT - 大分農業文化公園IC間が霧や雪により通行止めになりやすく、しばしば国道10号で迂回運行する。その際は高速別府湾APU・鉄輪口は通過扱いとなる。また、東九州道の集中工事に伴う通行止めにおいても、同様に迂回を行う。

##### ノンストップ系統「ノンストップゆのくに」（2016年12月3日 - 2018年3月31日）
太字は停車停留所。全区間クローズドドアにより同一県内間のみの利用は不可。大分バス・大分交通・西鉄バス北九州担当。
砂津 - 小倉駅前 - 平和通り -三萩野  - 篠崎南出入口 - 　(北九州都市高速1号線)　- 長野出入口・小倉東IC - （九州自動車道） - 北九州JCT - （東九州自動車道） - 日出JCT - (大分自動車道) - 大分IC - 椎迫 - 要町（大分駅前高速バス乗り場） - 大分〈トキハ前/フォーラス前〉 - 大分新川
- 予約制（座席指定制）。1日3往復[4]。所要時間1時間56分と、各停便より40分程度の短縮を図るとともに、小倉～大分間で2時間を切るダイヤとなっている。（並走する特急ソニックは1時間20分程度）
- トキハ前は北九州行きの乗車のみ、フォーラス前は別府・大分行きの降車のみ停車する[21]。
- 大分市内では、とよのくに号（スーパーノンストップ系統）と同様に、大分ICから高速道路に乗る。北九州市内では運航開始と同様の小倉東インター・北九州都市高速経由となる。
- 高崎山バス停および別府市内、中谷バス停から競馬場前北九州市立大学前バス停は経由しない、また、高速別府湾APUバス停・行橋今川バス停は通過するため、別府湾SAおよび、行橋今川PAランプを利用しない。
- ノンストップ便は、大分バス・大分交通・西鉄バス北九州が1便ずつ運転する日と、西鉄バス北九州が2便・大分バスもしくは大分交通が１往復する日が上下線毎に交互に設定されている（例：北九州行きが前者、大分行きが後者の場合、その翌日は前者と後者が入れ替わる）

## Beppu Express（北九州空港 - 別府線）

### 概略・沿革
スターフライヤーが北九州 - 台北線を就航したことから訪日外国人観光客への需要を目的に、2018年10月28日大分交通・亀の井バスが期間限定で北九州空港 - 別府線「Beppu Express」を運行開始、北九州 - 別府線に再参入する形となった。期間満了に伴い2019年7月31日を持って運行終了。

### 運行会社
- 大分交通（担当：大分営業所）
- 亀の井バス（担当：別府営業所）

### 運行経路・停車停留所
太字は停車停留所。全区間クローズドドアにより別府市内のみの利用は不可。
北九州空港 - 苅田北九州空港IC - （東九州自動車道） - 上毛PA - 別府IC - 鉄輪口/鉄輪② - 別府北浜 - 別府駅前
- 予約制（座席指定制）。1日1往復。所要時間1時間50分。
- 途中、上毛PAで10分程度のトイレ休憩を行っていた。
- 北九州空港では乗車は5番のりば、降車は降車場で行っていた。
- 鉄輪では北九州空港行きの乗車は鉄輪②（鉄輪待合所）、別府行きの降車は鉄輪口で行っていた。
- 別府北浜では北九州空港行きの乗車は2番のりば（トキハ別府店前）、別府行きの降車5番のりば（亀の井バス北浜バスセンター前）で行っていた。

## 使用車両・車内設備
- 4列シート（横2+2列）
- トイレ

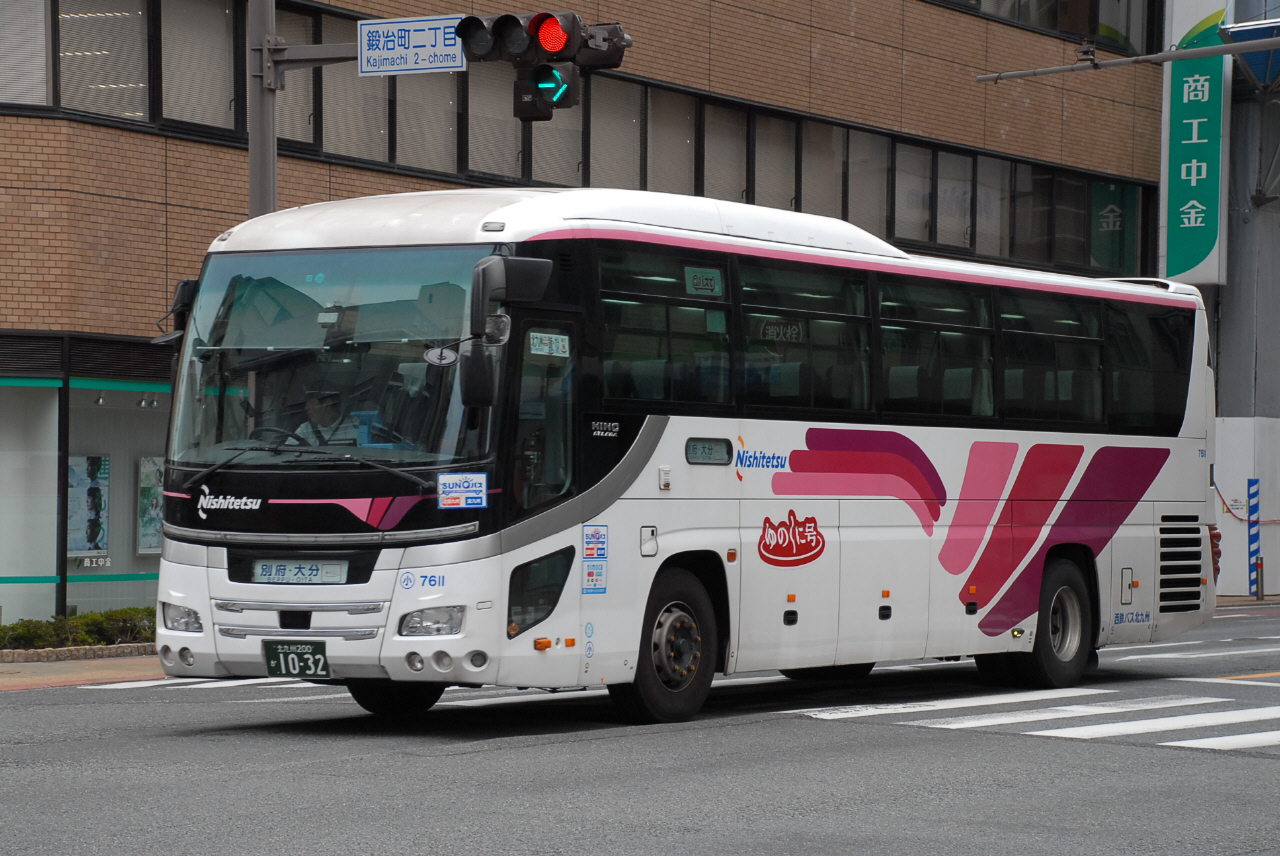
西鉄バス北九州　一般色

大分交通・大分バスは3列シート車（横2+1列　定員29名）を使用していた。
西鉄では過去に本体・福岡高速自動車営業所において主に「ひのくに号」にて使用されていた車両が転属の上で使用されていたが、路線休止に伴い全車福岡高速自動車営業所に帰還し、愛称ラッピングも剥がされた。

## JRとの競合
JR九州の特急「ソニック」（大分・別府 - 小倉 - 博多）とは、福岡と別府・大分を結ぶ高速バス『とよのくに号』とともに競合関係となっており、運賃面ではソニックが「2枚きっぷ」および「九州ネットきっぷ」で普通運賃（通常はこれに特急料金が別途発生する）よりもさらに安い料金設定（トクトクきっぷ）を行っている。ソニックでは所要時間1時間30分程で小倉 - 別府・大分間が片道実質2500円で乗車できる。一方、ゆのくに号では所要時間においてはJRより長いが、片道1500円と価格面で差別化を図っている。また、どちらかの便が交通事情によってストップした場合にも、相互に誘導をすることで、交通網の冗長化を図っている。